# Olivier Brand
Olivier Brand (Ginevra, 19 novembre 1980) è un ex sciatore alpino svizzero attivo principalmente in Coppa Europa.

## Biografia
Brand, originario di Corsier, iniziò a disputare gare FIS nel dicembre del 1995 ed esordì in Coppa Europa il 7 gennaio 1999 a Kranjska Gora in slalom gigante, senza completare la prova. Il 2 dicembre 2004 a Levi ottenne nella medesima specialità il suo primo podio nel circuito continentale (3º), mentre l'esordio in Coppa del Mondo avvenne l'11 dicembre 2004 nella discesa libera di Val-d'Isère, in cui si piazzò 49º.
I primi punti nel massimo circuito internazionale arrivarono due anni più tardi, il 20 dicembre 2006, con il 26º posto ottenuto nel supergigante di Hinterstoder. Il 2 febbraio 2007 a Tignes vinse la sua prima gara di Coppa Europa, un supergigante, e a fine stagione risultò vincitore della classifica di quella specialità, successo bissato nella stagione seguente durante la quale colse anche la sua ultima vittoria nel circuito, il 19 gennaio a Crans-Montana sempre in supergigante.
In Coppa del Mondo ottenne il suo miglior risultato, un 22º posto, nel supergigante di Lake Louise il 30 novembre 2008 e la sua ultima gara fu il supergigante di Kitzbühel del 23 gennaio successivo, che non completò. In Coppa Europa invece, sempre in supergigante, colse il suo ultimo podio 30 gennaio dello stesso anno a Les Orres	(2º) e disputò l'ultima gara della sua attività agonistica, il 12 marzo seguente a Crans-Montana, classificandosi al 5º posto. In carriera non prese parte né a rassegne olimpiche né iridate.

## Palmarès

### Coppa del Mondo
- Miglior piazzamento in classifica generale: 125º nel 2009

### Coppa Europa
- Miglior piazzamento in classifica generale: 5º nel 2005 e nel 2007
- Vincitore della classifica di supergigante nel 2007 e nel 2008
- 8 podi:
  - 3 vittorie
  - 3 secondi posti
  - 2 terzi posti

#### Coppa Europa - vittorie
| Data             | Località      | Paese    | Specialità |
| ---------------- | ------------- | -------- | ---------- |
| 2 febbraio 2007  | Tignes        | Francia  | SG         |
| 14 febbraio 2007 | Sella Nevea   | Italia   | SG         |
| 19 gennaio 2008  | Crans-Montana | Svizzera | SG         |

Legenda:
SG = supergigante

### Campionati svizzeri
- 1 medaglia[1]:
  - 1 argento (slalom gigante nel 2005)